# Martin Häner
Martin Häner (født 27. august 1988) er en tysk tidligere hockeyspiller, der har spillet for Tyskland ved tre olympiske lege.
Häner har spillet for flere klubber gennem sin karriere, primært i Tyskland, men også en kort periode i England. Han sluttede sin karriere i Berliner HC.
Han debuterede på det tyske landshold i 30. juli 2007 og nåede at spille i alt 272 landskampe og score 32 mål. I 2009 var han med til at vinde sølv ved både EM, Champions Trophy og VM, og i 2011 var han med til at vinde EM. Tyskerne var dermed blandt de store favoritter ved OL 2012 i London, og med en andenplads i indledende runde kvalificerede de sig til semifinalen. Her vandt de 4-2 over Australien, og i finalen besejrede de Holland (som de havde tabt til i indledende runde) med 2-1. Häner spillede alle tyskernes syv kampe.
Han var med til at vinde EM i 2013 samt blive toer ved EM i 2014. I 2016 blev det til en tredjeplads ved Champins Trophy, og han var igen med til OL 2016 i Rio de Janeiro. Her vandt tyskerne deres indledende pulje og kvartfinalen mod New Zealand. I semifinalen tabte de 2-5 til Argentina, der senere vandt finalen over Belgien, mens tyskerne i kampen om tredjepladsen vandt over Holland efter straffeslag. Også her spillede Häner alle kampe.
De følgende år var tyskerne ikke helt så stærke, men det blev stadig til EM-sølv indendørs 2018 og udendørs i 2021, i begge tilfælde med Häner på holdet. Hans sidste turnering blev OL 2020 (afholdt 2021) i Tokyo, hvor Tyskland endte på en fjerdeplads.